# Khargone
Khargone é uma cidade e um município no distrito de West Nimar, no estado indiano de Madhya Pradesh.

## Demografia
Segundo o censo de 2001, Khargone tinha uma população de 86 443 habitantes. Os indivíduos do sexo masculino constituem 52% da população e os do sexo feminino 48%. Khargone tem uma taxa de literacia de 66%, superior à média nacional de 59,5%: a literacia no sexo masculino é de 75% e no sexo feminino é de 57%. Em Khargone, 16% da população está abaixo dos 6 anos de idade.